# Zikula
Zikula (Antes PostNuke) es un Web Application Framework publicado bajo licencia GNU General Public License. El proyecto Zikula es la continuación de PostNuke.
El nuevo nombre nos da una nueva visión: Una completa aplicación framework de desarrollo para sitios web, seguro, interactivo y manejable. El código de Zikula es orientado a objetos y completamente modular.

## Características
Zikula permite incluir en una página web:
- fuentes RSS
- foros
- encuestas de opinión
- traducciones a varios idiomas
- galerías de fotos
- chat
- comercio electrónico
- búsqueda en el sitio
- estadísticas
- mensajes privados entre usuarios
- juegos, enlaces, descargas, banners y muchas otras cosas

Estas funciones vienen dadas por distintos módulos, y se pueden añadir más cargando muchos otros de los que hay disponibles (la mayoría gratis).
También se puede personalizar su aspecto mediante temas.
Zikula contiene un extenso API que permite reducir la códificación de operaciones comunes y facilitar el desarrollo, así por ejemplo tenemos:
- Internacionalización (Gettext and i18n)
- Categorización
- Soporte Framework ORM Doctrine 2
- Framework para el desarrollo de formularios
- Permisos
- Eventos
- Servicios
- Workflow
- Soporte para peticiones AJAX
- Entre muchos otros

## Desarrollo actual
La última versión estable publicada de Zikula es la 1.4.6. Paralelamente se continua con el trabajo en la nueva versión 2 que incluirá modificaciones a la arquitectura hacia un código más ágil añadiendo características para los desarrolladores y usuarios por igual.